# Dampyak
Dampyak is een bestuurslaag in het regentschap Tegal van de provincie Midden-Java, Indonesië. Dampyak telt 5911 inwoners (volkstelling 2010).